# Apostasia

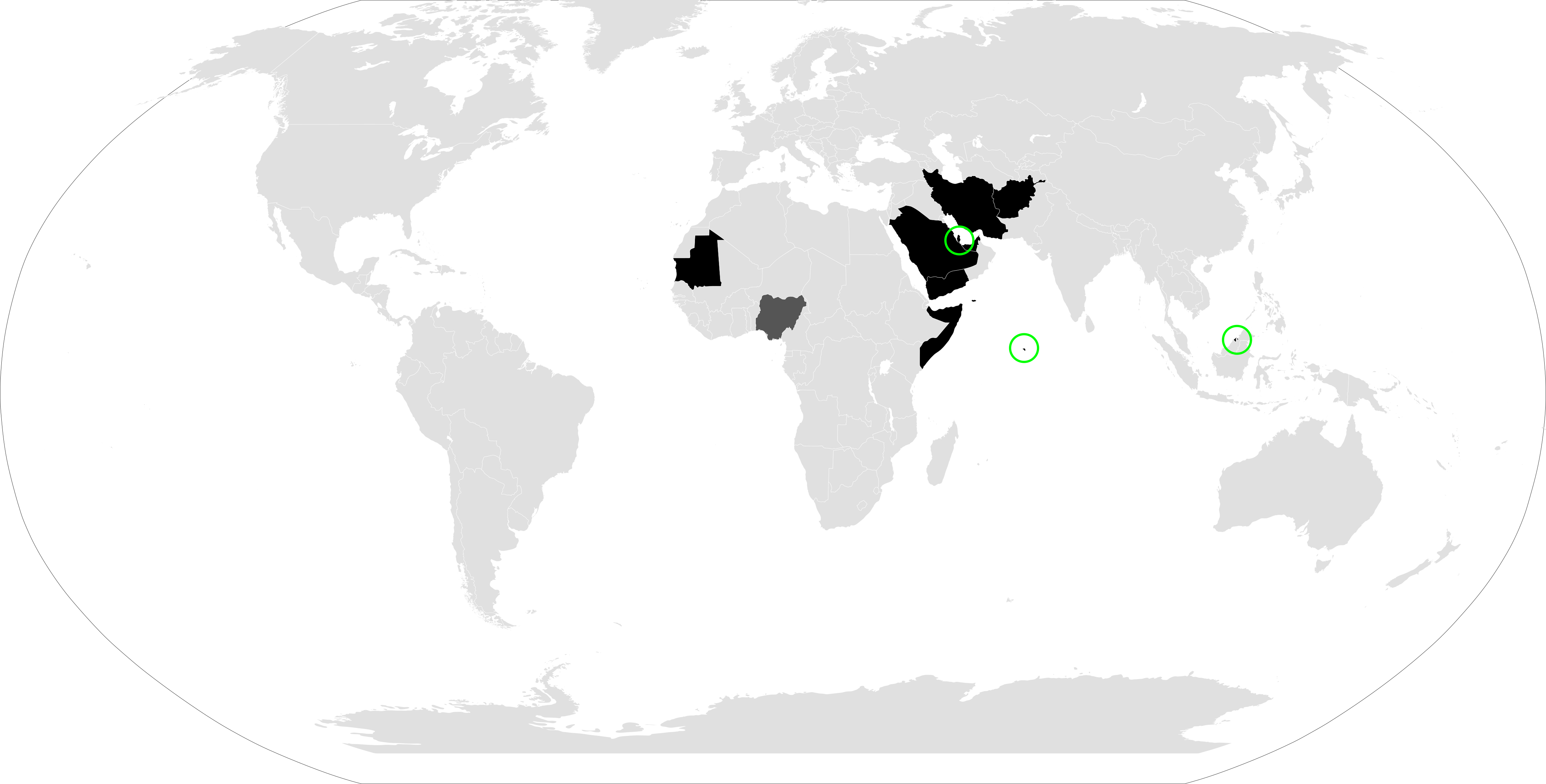
Stati con pena di morte per apostasia

L'apostasìa (dal greco ἀπό apò «[lontano] da» e στάσις stàsis da ἵστημι ìstemi «stare, collocarsi») è l'abbandono formale e volontario della propria religione (in tale contesto si parlerà più propriamente di apostata della religione).
All'apostasia può seguire sia l'adesione a un'altra religione (conversione), sia una scelta areligiosa (ateismo). In senso stretto, il termine è riferito alla rinuncia e alla critica della propria precedente religione. Una vecchia e più ristretta definizione di questo termine si riferiva ai cristiani battezzati che abbandonavano la loro fede.
Molte religioni considerano l'apostasia un vizio, una degenerazione della virtù della pietà, nel senso che, quando viene a mancare la pietà, l'apostasia ne è la conseguenza; spesso, l'apostata viene fatto bersaglio di condanne spirituali (ad esempio la scomunica) o materiali ed è rifuggito dai membri del suo precedente gruppo religioso. In alcuni Paesi del mondo, l'apostasia è un reato punibile con la pena di morte.

## Diritto internazionale
La Commissione delle Nazioni Unite per i Diritti Umani riconosce l'abbandono della propria religione come un diritto umano legalmente protetto dalla Convenzione internazionale sui diritti civili e politici, poiché la libertà di avere o di adottare una religione o credo necessariamente implica la libertà di scegliere e il diritto di modificare il proprio credo o religione corrente con un altro o con un pensiero ateo.
L'articolo 18 della dichiarazione universale dei diritti dell'uomo recita: «Ogni individuo ha il diritto alla libertà di pensiero, coscienza e di religione; tale diritto include la libertà di cambiare religione o credo, e la libertà di manifestare, isolatamente o in comune, sia in pubblico che in privato, la propria religione o il proprio credo nell'insegnamento, nelle pratiche, nel culto e nell'osservanza dei riti.»
Malgrado la carta dei diritti umani lo vieti, in alcune nazioni islamiche, l'apostasia è punita, e talvolta è prevista anche la pena di morte.
«Il Comitato osserva che la libertà di «avere o adottare» una religione o credo implica necessariamente la libertà di scegliere una religione o un credo, incluso il diritto di rimpiazzare la propria attuale religione o credo con un'altra o di adottare una visione atea [...] L'articolo 18.2 esclude la coercizione che danneggerebbe il diritto di avere o adottare una religione o un credo, incluso l'uso o la minaccia della forza fisica o delle sanzioni penali per costringere i credenti o i non-credenti ad aderire alle loro credenze religiose e congregazioni, ad abiurare la loro religione o credo o a convertirsi.»
(CCPR/C/21/Rev.1/Add.4, Commento generale Nr. 22., 1993).

## L'apostasia nelle religioni

### Cristianesimo
Nel greco classico, il sostantivo è usato per indicare una defezione politica, e il verbo è evidentemente usato in questo senso negli Atti degli Apostoli 5:37, a proposito di Giuda il Galileo, che si “trasse dietro” (apèstese, forma di afìstemi) dei seguaci. La Septuaginta greca usa il termine in Genesi 14:4, riferito a una ribellione del genere. Ma nelle Scritture greche cristiane viene usato principalmente per defezione religiosa: allontanamento da una giusta causa, dall'adorazione e dal servizio a Dio, e quindi abbandono di quanto prima professato e totale diserzione dai princìpi o dalla fede. I capi religiosi di Gerusalemme accusarono Paolo di Tarso di tale apostasia contro la Legge mosaica.
Un notevole caso storico di apostasia è quello dell'imperatore romano Giuliano II, detto appunto l'"apostata", poiché tentò di restaurare nello stato il paganesimo tradizionale contro il cristianesimo, che si era ormai diffuso in grandissima parte sul territorio imperiale. Per quel che riguarda la confessione cattolica, in Italia è possibile fare atto di apostasia ufficiale tramite lo strumento legale dello sbattezzo, sebbene a livello sacramentale la Chiesa consideri permanente e indelebile il carattere conferito dal sacramento.

### Giudaismo
Nell'antichità, gli israeliti erano continuamente spronati dai profeti inviati da Dio ad uscire dall'apostasia, pena il completo abbandono spirituale ed i danni conseguenti: un esempio lo si trova in Esodo 12:43, ripreso al numero 412 della lista delle 613 mitzvòt di Mosè Maimonide "L'apostata non mangia il pasto di Pesach".
Nell'antico Israele, sia nel periodo dei Re, sia prima, chiunque commetteva apostasia o rinuncia alla fede ebraica monoteista veniva condannato a morte.

### Islam
Nell'Islam, la ridda (termine per indicare l'apostasia) comporta l'applicazione di una delle pene-hadd (la parola hadd sta a indicare il "limite, confine" imposto da Allah all'operato umano) previste esplicitamente dalla Shari'a. Il murtadd (apostata) viene sanzionato con la pena capitale se l'atto non sia avvenuto per sfuggire alla morte o a un pericolo grave per sé o per i propri cari e se sia stato compiuto con la precisa intenzione (niyya) di abbandonare la "vera fede". Al colpevole viene imposto un periodo di riflessione da compiere in stato di reclusione (le scuole giuridiche divergono circa la durata temporale, anche se l'orientamento è portato a concedere 3 giorni al reprobo) dopo la quale o si torna alla primitiva condizione di musulmano o si affronta la pena di morte.
Dalla pena è escluso chiunque si trovi in stato di insanità di mente, anche temporanea, mentre la dottrina prevede un trattamento assai più lieve per la donna, per la quale non si indica in linea di massima un limite temporale per il suo possibile pentimento. È da ricordare che, in alcuni paesi, ad esempio l'Afghanistan, la famiglia del coniuge dell'apostata ha in pratica il diritto di eseguire per suo conto la pena di morte a salvaguardia dell'onore familiare così fortemente vilipeso, senza essere chiamato a renderne conto in giudizio.
Va sottolineato che non c'è un versetto del Corano che indichi espressamente il divieto di apostasia e la pena di morte come punizione, anzi c'è il versetto "Non c'è costrizione nella religione" (Corano, 2:256). Quindi i coranisti e molti teologi antichi (Ibn al-Walid al-Baji e l'hanbalita Ibn Taymiyya) e contemporanei (Wāʾil Ḥallāq, Gamāl al-Bannā, Ṭāhā Jābir al-Alwānī, Ahmad Kutty e Shabir Ally) considerano lecita l'apostasia dall'Islam e gli hadith che la puniscono con la morte sarebbero hadith "deboli" (ḍaʿīf, falsi, mai pronunciati da Muḥammad) o strettamente legati a contesti di guerra. Tuttavia gli hadith che prevedono la pena di morte per gli apostati sono considerati autorevoli dalla totalità dell'islam sunnita. Attualmente 13 paesi islamici che prevedono nella loro legislazione la pena di morte per chi si converte ad un'altra religione sono: Afghanistan, Iran, Malaysia, Maldive, Mauritania, Nigeria, Pakistan, Qatar, Arabia Saudita, Somalia, Sudan, Emirati Arabi Uniti e Yemen. Il Pakistan prevede la pena capitale per la "blasfemia", includendovi l'ateismo.

#### Riferimenti all'apostasia neihadith
L'apostasia e la pena di morte per gli apostati sono nominati in numerosi ḥadīth (detti attribuiti al profeta Maometto). Qui sotto ne elenchiamo soltanto alcuni presenti nel ṢSaḥīḥ di Bukhari, considerata dai musulmani la più autorevole ed affidabile raccolta tradizionistica:
- Narrato da ʿAbd Allāh [b. ʿAbbās]: l'Inviato di Dio disse, “Il sangue di un musulmano che confessa che nessuno ha il diritto di essere adorato se non Allah e che io sono il suo inviato, non può essere sparso se non in tre casi: in caso di omicidio, nel caso in cui una persona sposata partecipi a un atto sessuale illegittimo e nel caso in cui una persona abbandoni l'Islam (apostata) e lasci [la comunità dei] musulmani.”[4]
- Narrato da Abū Dharr [al-Ghifārī]: Il Profeta disse, “Gabriele mi ha detto, ‘Chiunque fra voi seguaci muore senza aver adorato nessun altro se non Allah, entrerà nel Paradiso (o non entrerà nel Fuoco (dell'Inferno)).” Venne chiesto al Profeta: “Anche se avesse commesso atti sessuali illegittimi o ladrocinio?” Egli replicò “Anche in quel caso.”[5]
- Narrato da Abū Mūsā [al-Ashʿarī]: Un uomo accettò l'Islam e in seguito ritornò al Giudaismo. Mu'ādh b. Jabal venne e vide l'uomo assieme ad Abū Mūsā. Muʿādh chiese, "Cosa c'è che non va con questo (uomo)? Abū Mūsā rispose, "Egli ha accettato l'Islam e quindi è tornato al Giudaismo." Muʿādh disse, "Non mi siederò a meno che non lo ucciderai (in quanto questo è) il verdetto di Allah e del Suo Apostolo."[6]
- Narrato da Ikrima: ʿAlī bruciò alcune persone (ipocriti) e questa notizia raggiunse Ibn b. ʿAbbās, che disse, “Se fossi stato al suo posto non li avrei bruciati, perché il Profeta ha detto, ‘Non punite (nessuno) con la Punizione di Allah.' Nessun dubbio comunque che li avrei uccisi, perché il Profeta ha detto, ‘Se qualcuno (un musulmano) abbandona la sua religione, uccidetelo.' “.[7]

#### Condannati a morte per apostasia
- Samīra Ṣāleḥ al-Naʿīmī musulmana († fucilata, Mosul, 22 settembre 2014).[8][9]